# Filippindrongogök
Filippindrongogök (Surniculus velutinus) är en fågel i familjen gökar inom ordningen gökfåglar.

## Utseende och läte
Filippindrongogöken är en slank, medelstor fågel. Fjäderdräkten är helt svart, på vingarna glänsande. De yttre stjärtpennorna något utvridna. Den är lik både filippindrongon och lyrdrongon, men är mindre, med tunnare näbb och utan kluven stjärt. Sången består av en stadigt stigande serie visslingar.

## Utbredning och systematik
Fågeln förekommer i Filippinerna, inklusive Suluöarna. Den behandlas som monotypisk, det vill säga att den inte delas in i några underarter. Vissa behandlar den som underart till Surniculus lugubris.

## Levnadssätt
Arten bebor skogar i låglänta områden och lägre bergstrakter. Där födosöker den i trädtaket efter insekter.

## Status och hot
Arten har ett stort utbredningsområde men tros minska i antal, dock inte tillräckligt kraftigt för att den ska betraktas som hotad. Internationella naturvårdsunionen IUCN listar därför arten som livskraftig (LC).